# 金庸群俠傳
《金庸群俠傳》是由河洛工作室開發，1996年由智冠科技發行的DOS平台中文角色扮演遊戲，在當時是一款相當受歡迎的遊戲。此作的成功亦引伸出很多不同的作品，包括由河洛工作室開發的“河洛三部曲”系列另外兩部遊戲作品《武林群俠傳》及《三國群俠傳》，中華網龍開發的《金庸群俠傳online》系列，以及中国大陆半瓶醋工作室自发製作的金庸群俠傳2（改编自《天龙八部》及《武林群俠傳》）、金庸群俠傳3（改编自《天龙八部》）和大量金庸群俠傳MOD。

## 遊戲系統
遊戲以RPG形式進行，玩家可以在地圖上任意探索。當進入戰鬥後，就會變成以人物為單位進行回合制。

## 主要人物
- 金迷／小蝦米／徐小俠：二十世纪的人，在家玩電腦玩到睡著。不知道什么原因误打误撞进入了遊戲世界，也就这样开始新的江湖傳说了。遊戲結尾成為傳說的天下至尊，也被江湖中人称为武林盟主。遊戲主角姓名實際由玩家自行決定，上面是遊戲自帶的存檔中的名字。原型為河洛工作室的徐昌隆。
- 南賢：「群俠」以外的人，在遊戲開始時必須找南賢對話以開啟其他場景。在遊戲進程中，如果拿智慧果給南賢，則可以獲得一些遊戲內容的提示，遊戲界四大天王之一，原型為河洛工作室的徐昌隆。
- 北丑：與南賢類似，「群俠」以外的人，如果拿智慧果給他，同樣可以獲得一些遊戲內容的提示。但是北丑給出的提示往往顛三倒四，但有時也會給出非常關鍵的提示。遊戲界四大天王之一，原型為河洛工作室的李旺浩。
- 孔八拉：霹靂堂堂主，「群俠」以外的人，一身神秘的感覺。遊戲界四大天王之一，原型為河洛工作室的林瑞祥。
- 林厨子：於海邊小屋居住的廚子，廚藝不亞於「群俠」中的黃蓉。遊戲界四大天王之一，原型為河洛工作室的林高凱。

## 登場角色

### 飛狐外傳、雪山飛狐
- 胡斐
- 程靈素
- 苗人鳳
- 閻基

### 連城訣
- 狄雲

### 天龍八部
- 喬峰
- 段譽
- 虛竹
- 岳老三
- 阿紫
- 丁春秋
- 游坦之
- 王語嫣
- 慕容復
- 薛慕華
- 玄慈

### 射鵰英雄傳
- 郭靖
- 黃蓉
- 黃藥師
- 洪七公
- 歐陽峰
- 歐陽克
- 一燈
- 瑛姑
- 周伯通
- 丘處機

### 鹿鼎記
- 韋小寶
- 洪安通

### 笑傲江湖
- 令狐沖
- 平一指
- 藍鳳凰
- 林平之
- 田伯光
- 余滄海
- 左冷禪
- 岳不羣
- 東方不敗
- 風清揚
- 任我行

### 神鵰俠侶
- 楊過
- 小龍女
- 程瑛
- 金輪法王（金輪國師）

### 俠客行
- 石破天

### 倚天屠龍記
- 張無忌
- 謝遜
- 滅絕師太
- 張三丰
- 楊逍
- 范遙
- 韋一笑
- 金花婆婆

### 碧血劍
- 袁承志

## 漏洞
- 蓝凤凰原是笑傲江湖的角色，却在此游戏变成替主人公寻找鹿鼎记的人物。
- 金轮法王是神雕侠侣的角色，却在此游戏中书剑恩仇录线索中要战斗才获得可兰经的Boss。
- 韦小宝原是鹿鼎记主角，却在此游戏中变成商贾，不再跟寻找鹿鼎记一书有关系。
- 用毒是扣血的，但扣到剩下1后，就无法再扣了，换言而之是无法通过用毒来击倒对方。

## 續作及同名網遊

### 金庸群俠傳Online
《金庸群俠傳Online》是一款以角色扮演為主的網絡遊戲，由中華網龍研發；遊戲中擁有獨特的打點學習武力系統，技能系統以及消點系統，吸引了大量對金庸武俠小說裡的情節充滿憧憬的人，在此遊戲裏，玩家就有如身歷其境一般，與眾多著名的金庸英雄一同闖蕩江湖，快意恩仇。
自2001年6月推出後，在台灣、中國大陸、香港、馬來西亞、澳門等等都相當受歡迎，後來受遊戲外掛和不斷推陳出新的眾多網絡遊戲影響，玩家群日益減少。直到2016年時，有一名玩家於論壇上表示一直遊玩了15年，直至當天該遊戲裡經已沒有其他「活人」，只有少數的仍在掛網，惟獨他堅持仍在野外練功，此遊戲在不少玩家心中擁有不可抹滅的回憶。

### 武林群俠傳
《武林群俠傳》是河洛工作室于2001年製作的武俠角色扮演遊戲。玩家扮演的角色將在小蝦米之後的武林中，闖出自己的一片天地。
故事開始發生在洛陽古都，金庸群俠傳發生的一百年之后。玩家扮演的角色（簡體版及海外版預設名稱為東方未明），來到洛陽瞻仰武林英雄小蝦米的雕像，期間誤中奇毒，被逍遙谷的大弟子谷月軒所救。後來主角拜了逍遙谷主無瑕子為師，就此展開驚險萬分的武林歷程。

### 三國群俠傳
《三國群俠傳》是於2002年發行的電腦遊戲，由東方演算（前身為河洛工作室）開發，智冠科技發行的中文角色扮演遊戲，也是「河洛三部曲」系列其中之一。

### 金庸群俠傳2
《金庸群俠傳2》是半瓶醋工作室（Half Amateur Studio）在2008年發表的同人遊戲，改编改编自《天龙八部》及《武林群俠傳》。

### 金庸群俠傳3
《金庸群俠傳3》是半瓶醋工作室（Half Amateur Studio）在2009年發表的同人遊戲，改编改编自《天龙八部》及金庸影视作品。

### 俠客風雲傳
2015年由河洛工作室原班人馬集結陸資對《武林群俠傳》進行重製的產品，基本概念與玩法都與《武林群俠傳》相同，在畫面及事件量方面進行大幅度改良，被公認為相當有誠意的重製作品。
由於《武林群俠傳》的著作權在台灣智冠手上，所以本作無法繼續沿用此名而被迫改名，在遊戲發售前正式定名為《俠客風雲傳》。

### 俠客風雲傳前傳
俠客風雲傳續作，2016年出品，玩法與模式跟前作大相逕庭，改為非常傳統的RPG式玩法。主角為少年期的谷月軒與荊棘及新角色衛紫綾。

### 金庸無雙
《金庸無雙》是亞古在2012年發表的同人遊戲，以RPGmakerXP製作，是金庸同人中第一個ARPG動作的先河，擁有承先啟後的地位。
其後又陸續推出金庸無雙II、金庸無雙III、以及高自由度的沙盒遊戲金庸群俠傳5。